# Philornis petersoni
Philornis petersoni är en tvåvingeart som beskrevs av Márcia Souto Couri 1984. Philornis petersoni ingår i släktet Philornis och familjen husflugor. Inga underarter finns listade i Catalogue of Life.